# Trolle-Ljungby socken
Trolle-Ljungby socken i Skåne ingick i Villands härad, ingår sedan 1971 i Kristianstads kommun och motsvarar från 2016 Trolle-Ljungby distrikt.
Socknens areal är 59,20 kvadratkilometer varav 53,81 land. År 2000 fanns här 703 invånare. En del av tätorten Bäckaskog, orten Vanneberga samt Trolle Ljungby slott med sockenkyrkan Trolle-Ljungby kyrka ligger i socknen.

## Administrativ historik
Socknen har medeltida ursprung. Namnet skrevs före 16 november 1883 Ljungby socken eller Västra Ljungby socken.
Vid kommunreformen 1862 övergick socknens ansvar för de kyrkliga frågorna till Trolle-Ljungby församling och för de borgerliga frågorna bildades Trolle-Ljungby landskommun. Landskommunen uppgick 1952 i Fjälkinge landskommun som 1971 uppgick i Kristianstads kommun. Församlingen uppgick 2002 i Bäckaskogs församling.
1 januari 2016 inrättades distriktet Trolle-Ljungby, med samma omfattning som församlingen hade 1999/2000.  
Socknen har tillhört län, fögderier, tingslag och domsagor enligt vad som beskrivs i artikeln Villands härad. De indelta soldaterna tillhörde Norra skånska infanteriregementet, Livkompaniet. 

## Geografi
Trolle-Ljungby socken ligger öster om Kristianstad med Hanöbukten i sydost och med Ivösjön i nordost. Socknen är en odlad slättbygd.
I Trolle Ljungby finns en av landets äldsta fortfarande fungerande folk/grundskolor, Trolle-Ljungby skola.

## Fornlämningar
Från stenåldern finns cirka 50 boplatser. Från bronsåldern finns 25 gravhögar. Från järnåldern finns stensättningar och resta stenar.

## Namnet
Namnet skrevs 1401 Lywngby och kommer från kyrkbyn. Namnet innehåller ljung, 'ljungmark' och by, 'gård; by'..